# Zoran Gopčević
Zoran Gopčević (ur. 29 stycznia 1955 w Kotor Varoš, zm. 30 września 2000) – czarnogórski piłkarz wodny, wicemistrz olimpijski w barwach Jugosławii.
Wystąpił na Letnich Igrzyskach Olimpijskich 1980, podczas których zdobył srebrny medal olimpijski w barwach reprezentacji Jugosławii. W całym turnieju strzelił 14 bramek i został uznany najlepszym piłkarzem wodnym tych zawodów.
Z reprezentacją Jugosławii został brązowym medalistą mistrzostw świata w 1978 roku, wicemistrzem Europy w 1977 roku i złotym medalistą igrzysk śródziemnomorskich w 1979 roku. W barwach klubu VK Primorac Kotor zdobył 2 tytuły mistrza Jugosławii. 
W 1988 roku rozpoczął karierę trenerską w VK Primorac Kotor. Ostatnim klubem w karierze trenerskiej Gopčevicia był Spartak Subotica. Zmarł nagle 30 września 2000 roku. Ku jego pamięci rozgrywany jest Memoriał im. Zorana Gopčevicia, w którym uczestniczą drużyny klubowe z kilku bałkańskich państw.